# Stuart Garnham
Stuart Edward Garnham (sinh ngày 30 tháng 11 năm 1955) là một cựu cầu thủ bóng đá người Anh, thi đấu ở vị trí thủ môn. Bây giờ ông là một giáo viên dạy Khoa học ở Sunne, Thụy Điển.

## Sự nghiệp
Garnham thi đấu cho Wolverhampton Wanderers F.C., Northampton Town F.C. và Peterborough United F.C. trước khi sang Thụy Điển. Năm 1978, ông gia nhập Karlstads BK. Năm 1981, ông gia nhập Djurgårdens IF từ Karlstads BK. Ông có 8 lần ra sân tại Allsvenskan cho Djurgården.